# Théorie des fragments
La théorie des fragments, ou hypothèse des fragments, est un modèle utilisé en exégèse biblique depuis le XIXe siècle pour rendre compte de la formation des textes de la Bible et de leur date probable de composition.

## Présentation
Formulée pour la première fois par Friedrich Schleiermacher (1768-1834), la théorie des fragments postule que certains passages bibliques résultent de plusieurs traditions mises en forme à des dates différentes.
Elle est antérieure au système de Graf-Wellhausen, qui l'a supplantée jusqu'aux années 1970 en ce qui concerne l'exégèse de l'Ancien Testament. Depuis les années 1980, cependant, elle retient de nouveau l'attention des chercheurs, en association avec la théorie des compléments.
Dans le domaine des études néotestamentaires, la théorie des fragments, qui voit dans la rédaction des évangiles le résultat d'une « collection de petits récits indépendants les uns des autres », suppose que, peu après la mort de Jésus de Nazareth, ses paroles et ses actions ont été mises par écrit dans de brefs récits. Schleiermacher donne le nom de « diégèses » à ces comptes rendus, en reprenant le terme employé dans l'Évangile selon Luc (Lc 1:1) : « Puisque beaucoup ont entrepris de composer un récit (diêgêsis) des événements... » Daniel Marguerat note que cette hypothèse est confirmée dans le cas des synoptiques, dont le matériau d'origine est diversifié et fragmentaire, comme le révèle la Formgeschichte. Ce modèle montre toutefois ses limites en ce sens que, s'il peut éclairer les divergences des péricopes, il ne parvient pas à en expliquer les convergences ni les parallèles.